# Esagila

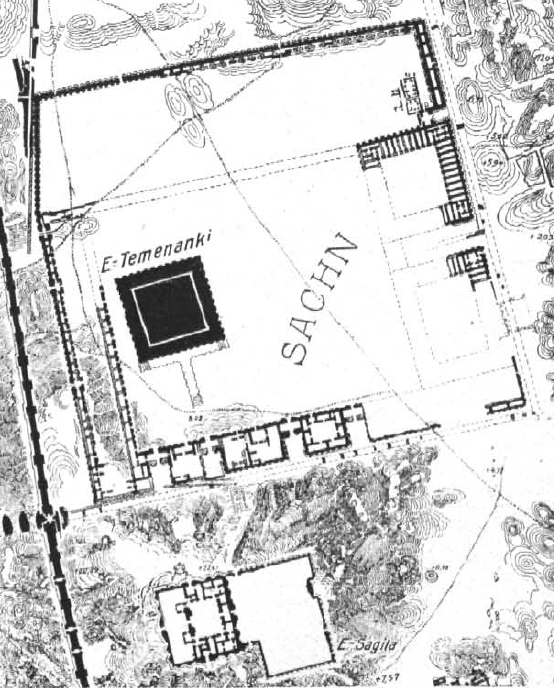
Planta da área escavada do complexo do deus Marduque, na Babilônia: Templo Esagila ao sul e zigurate Etemenanki ao norte.

Esagila (em sumério: É.SAG.ÍL; lit. "casa de cabeça erguida") foi um templo dedicado ao deus Marduque, o deus protetor da Babilônia, e a sua cônjuge Sarpanite. O templo ficava ao sul do zigurate Etemenanki, uma memória que foi perpetuada na cultura judaico-cristã como a Torre de Babel.
No templo, o povo adorava a estátua de Marduque, que era rodeada por imagens de culto nas cidades que haviam caído sob a hegemonia do Império Babilônico do século XVIII a.C., e havia também no interior um pequeno lago que foi nomeado Apsu pelos sacerdotes babilônicos. Esse Apsu era uma representação do pai de Marduque, Enqui, que era o deus das águas e vivia no Apsu, que era a fonte de todas as águas doces.

## Estrutura
O templo Esagila foi completado na sua forma final por Nabucodonosor II (r. 604–562 a.C.) e se tornou o centro da Babilônia. Era composto por um pátio grande quadrado (cerca de 40×70 m), contendo uma pequena corte (cerca de 25×40 m) e o santuário central, que consistia em uma ante-sala e o que continha as estátuas de Marduque e Sarpanite.

## Descobertas
De acordo com Heródoto, Xerxes possuía uma estátua que foi removida do templo de Esagila quando ele invadiu a Babilônia em 482 a.C., profanando o templo Esagila e saqueando a cidade.  Alexandre o Grande ordenou que o restaurassem e o templo que continuou a ser frequentado durante todo o século II a.C., como um dos últimos redutos da cultura babilônica e da literatura na escrita cuneiforme, mas como a Babilônia foi gradualmente abandonada sob o Império Parta, o templo caiu em decadência no século I a.C.
O templo foi redescoberto por Robert Koldewey em novembro de 1900 sob uma enorme pilha de entulhos que estava sobre o templo Esagila, mas só começou a ser seriamente examinado a partir de 1910. A água do templo estragou muito a estrutura e outros materiais mais antigos. A maioria dos achados refletiam o período do Segundo Império Babilônico. Dados que foram copiados dos textos antigos de Esagila descrevem o templo Esagila antes de passar para o zigurate de Etemenanqui, ajudando na reconstrução do templo. O documento, descrito por George Smith em 1872, desapareceu por algum tempo em mãos de colecionadores, antes de ressurgir e começar a ser interpretado.